# Distretto di Luc Ngan
Il distretto di Luc Ngan (vietnamita: Lục Ngạn) è un distretto (huyện) del Vietnam che nel 2019 contava 226.540 abitanti.
Occupa una superficie di 1.012 km² nella provincia di Bac Giang. Ha come capitale Chũ.